# بيت ابوغزال (كحلان عفار)

تعديل مصدري - تعديل

بيت ابوغزال هي إحدى قرى عزلة الدقيمي بمديرية كحلان عفار التابعة لمحافظة حجة، بلغ تعداد سكانها 720 نسمة حسب تعداد اليمن لعام 2004.